# Claudio Silva
Claudio Silva García (Santiago de Carril, Pontevedra, España, 23 de octubre de 1956) es un exfutbolista español que jugaba de portero.

## Trayectoria
En el colegio comenzó jugando de portero, pero en el equipo de balonmano. Años después, cuando ya estaba en la Universidad estudiando Económicas, firma por el Arosa S. C. Estando en el juvenil del Arosa le convocan para la selección juvenil gallega, compartiendo la portería con Paco Buyo siendo titular por delante de éste. Debuta con el primer equipo del Arosa, que dirigía Antonio López ‘Quis’, en la temporada 1974-75, siendo juvenil, y forma parte del ascenso a Tercera División conseguido en Cangas de Morrazo el 25 de mayo de 1975, tras empatar 0-0 y proclamarse campeón de la Regional Preferente gallega por delante de la S. D. Compostela.
Juega durante dos temporadas más en el Arosa y en el verano de 1977 firmó por el Real Sporting de Gijón. Las primeras temporadas con el Sporting no cuenta con oportunidades de poder demostrar su valía, pero aprende mucho a la sombra de Castro y Rivero. El 20 de septiembre de 1981 se produce su debut en Primera División en el estadio José Zorrilla ante el Real Valladolid C. F., encuentro en el que los vallisoletanos vencen por 2-1. Trece días después se confirma como un gran guardameta, realizando un gran encuentro en el Camp Nou, parándole un penalti a Allan Simonsen. En esa temporada juega veintitrés partidos.
En la 1982-83 el Sporting lo cede al Cádiz C. F. en Segunda División, debutando el 31 de octubre de 1981, en una victoria por 3-0 ante el Cartagena.
Claudio disputa 28 partidos y el Cádiz logró el ascenso a Primera División tras vencer al Elche C. F. en el estadio Ramón de Carranza. En la 1983-84 tiene una grave lesión de rodilla y al final de temporada el Cádiz se desprende de sus servicios, aun teniendo contrato en vigor. Está una campaña sin jugar y después lo hace en la A. D. Rayo Vallecano durante dos temporadas, finalizando su carrera deportiva debido a otra grave lesión esta vez de tibia y peroné.
Una vez retirado, fue seleccionado varias veces para acudir con la selección española de veteranos.

## Clubes
| Club                   | País   | Año       |
| ---------------------- | ------ | --------- |
| Arosa S. C.            | España | 1974-1977 |
| Real Sporting de Gijón | España | 1977-1982 |
| Cádiz C. F.            | España | 1982-1984 |
| A. D. Rayo Vallecano   | España | 1985-1987 |